# Teresa Lipowska
Pour les articles homonymes, voir Lipowski.
Teresa Lipowska, née le 14 juillet 1937 à Varsovie, est une comédienne polonaise, actrice de cinéma, de théâtre et de télévision.

## Biographie
Teresa Maria Lipowska-Zaliwska, née Witczak, a vécu après l'écrasement du soulèvement de Varsovie à Łódź, où elle a fréquenté une classe de piano dans un conservatoire, puis fait jusqu'en 1957 des études à la faculté d'acteurs de l'École nationale de cinéma de Łódź. 
De 1957 à 1985, elle se produit au Théâtre Nowy (pl) de Varsovie. De 1985 à 1992, elle fait partie de la troupe du Théâtre Syrena de Varsovie. Depuis son départ à la retraite, elle continue à jouer dans ce théâtre. Elle est également présente au cabaret « Dudek » (pl). 
Elle joue parallèlement pour le cinéma, ayant commencé dès son adolescence. Elle tourne régulièrement en moyenne un film par an de 1965 à 1999, et à partir de 1970 dans des téléfilms et des feuilletons télévisés. Elle joue notamment jusqu'en 2006 dans Klan, diffusé depuis 1997 le personnage récurrent de la pharmacienne Helena Frątczak. Elle est une des interprètes principales de la populaire série télévisée M jak miłość, diffusée sur la télévision publique polonaise depuis 2000, dans le rôle de Barbara Mostowiak, un des personnages centraux. 
Elle est aussi l'une des protagonistes de l'ouvrage Siła codzienności (Le Pouvoir du quotidien) de l'écrivaine, scénariste, parolière et comédienne Marzanna Graff-Oszczepalińska (pl) paru en 2008.
Vie familiale
Teresa Lipowska s'était mariée une première fois au directeur photo Aleksander Lipowski (pl), dont elle a divorcé après trois ans de mariage. Elle a épousé ensuite l'acteur Tomasz Zaliwski (pl), décédé en 2006 après 43 ans de mariage. Ils ont eu un fils. Elle vit dans le quartier de Kabaty à Varsovie-Ursynów.

## Filmographie
Cinéma
- 1950 :	Pierwszy start (Les Vaillants du Ciel) de Leonard Buczkowski
- 1956 :	Szkice węglem d'Antoni Bohdziewicz
- 1956 : Nikodem Dyzma (en) de Jan Rybkowski
- 1962 :	Spóźnieni przechodnie. Stary profesor de Jerzy Antczak
- 1965 :	Piwo, court-métrage de Stanisław Różewicz
- 1965 : Sam pośród miasta de Halina Bielińska
- 1966 :	Sublokator de Janusz Majewski
- 1967 : Skok (Le Grand Coup) de Kazimierz Kutz
- 1968 :	Wniebowstąpienie de Jan Rybkowski
- 1968 :	Hasło Korn de Waldemar Podgórski (pl)
- 1969 :	Rzeczpospolita babska de Hieronim Przybył (pl)
- 1969 :	Nowy de Jerzy Ziarnik
- 1970 :	Przystań de Paweł Komorowski
- 1971 : Złote Koło de Stanisław Wohl (pl)
- 1972 : Znak d'Irena Kamieńska (pl)
- 1973 :	Profesor na drodze de Zbigniew Chmielewski
- 1973 :	Bułeczka, film pour enfant d'Anna Sokołowska (pl)
- 1974 :	Linia (La Ligne) de Kazimierz Kutz
- 1974 :	Obrazki z życia. Dziewczyna i „Akwarius” d'Agnieszka Holland
- 1975 :	Noce i dnie (Nuits et Jours) de Jerzy Antczak
- 1978 : Wśród nocnej ciszy de Tadeusz Chmielewski
- 1979 :	Ty pójdziesz górą de Zygmunt Skonieczny
- 1980 :	Placówka de Zygmunt Skonieczny
- 1980 :	Dziewczyna i chłopak de Stanisław Loth (pl)
- 1980 :	Klucznik de Wojciech Marczewski
- 1980 :	Ballada o Januszku de Ryszard Zatorski (pl) et Tomasz Snopkiewicz
- 1981 :	Kto ty jesteś de Ryszard Filipski (pl)
- 1983 : Podróż nad morze de Ryszard Rydzewski
- 1983 : Marynia de Jan Rybkowski
- 1983 : Katastrofa w Gibraltarze de Bohdan Poręba (pl)
- 1984 : Alabama de Ryszard Rydzewski
- 1984 : Dłużnicy śmierci de Włodzimierz Gołaszewski (pl)
- 1986 : A żyć trzeba dalej de Roman Wionczek (pl)
- 1987 : Zakole de Włodzimierz Olszewski
- 1988 : Przeprawa de Wiktor Turow
- 1989 :	Qui vivra verra… de Lucyna Smolińska
- 1991 : Kuchnia polska de Jacek Bromski
- 1993 :	Kraj świata de Maria Zmarz-Koczanowicz (pl)
- 1995 :	Tato de Maciej Ślesicki (en)
- 1996 :	Kolonel Bunker de Kujtim Çashku
- 1997 :	Sara de Maciej Ślesicki (pl)
- 1997 :	Przystań de Jan Hryniak (pl)
- 2009 :	Królowa śniegu de Maciej Michalski
- 2016 : Za niebieskimi drzwiami film pour enfants de Mariusz Palej
- 2016 :	Framed de Piotr Śmigasiewicz

Télévision
Doublage

## Distinctions et récompenses
Décorations
- 1977 : Croix d'or du mérite polonais
- 1984 : Chevalier de l'ordre Polonia Restituta
- 2007 : Médaille d'argent du mérite de la culture - Gloria Artis

Récompenses
- 2004 : Prix "Tele Ekran" décerné par les lecteurs du magazine "Tele Tydzień" pour le rôle de Barbara Mostowiak dans M jak miłość
- 2017 : prix "Platinum Telekamera 2017"